# Kalophrynus honbaensis
Espèce
Kalophrynus honbaensis est une espèce d'amphibiens de la famille des Microhylidae.

## Répartition
Cette espèce est endémique de la province de Khánh Hòa au Viêt Nam. 

## Étymologie
Son nom d'espèce, composé de honba et du suffixe latin -ensis, « qui vit dans, qui habite », lui a été donné en référence au lieu de sa découverte, le mont Hon Ba.

## Publication originale
- Vassilieva, Galoyan, Gogoleva & Poyarkov, 2014 : Two new species of Kalophrynus Tschudi, 1838 (Anura: Microhylidae) from the Annamite mountains in southern Vietnam. Zootaxa, no 3796, p. 401–434.